# Seção estudantil
Seção estudantil ou setor estudantil é o nome dado para o setor da arena ou estádio em que um grupo de estudantes de uma universidade está localizado e consequentemente torcendo pelo seu time, independentemente do esporte. A definição é usada com mais frequência nos Estados Unidos, onde a cultura dos esportes universitários é muito forte. As student sections, como são conhecidas em inglês, são famosas por serem barulhentas, fáceis de serem percebidas e principalmente as que agitam os torcedores durante uma partida.

## Presença

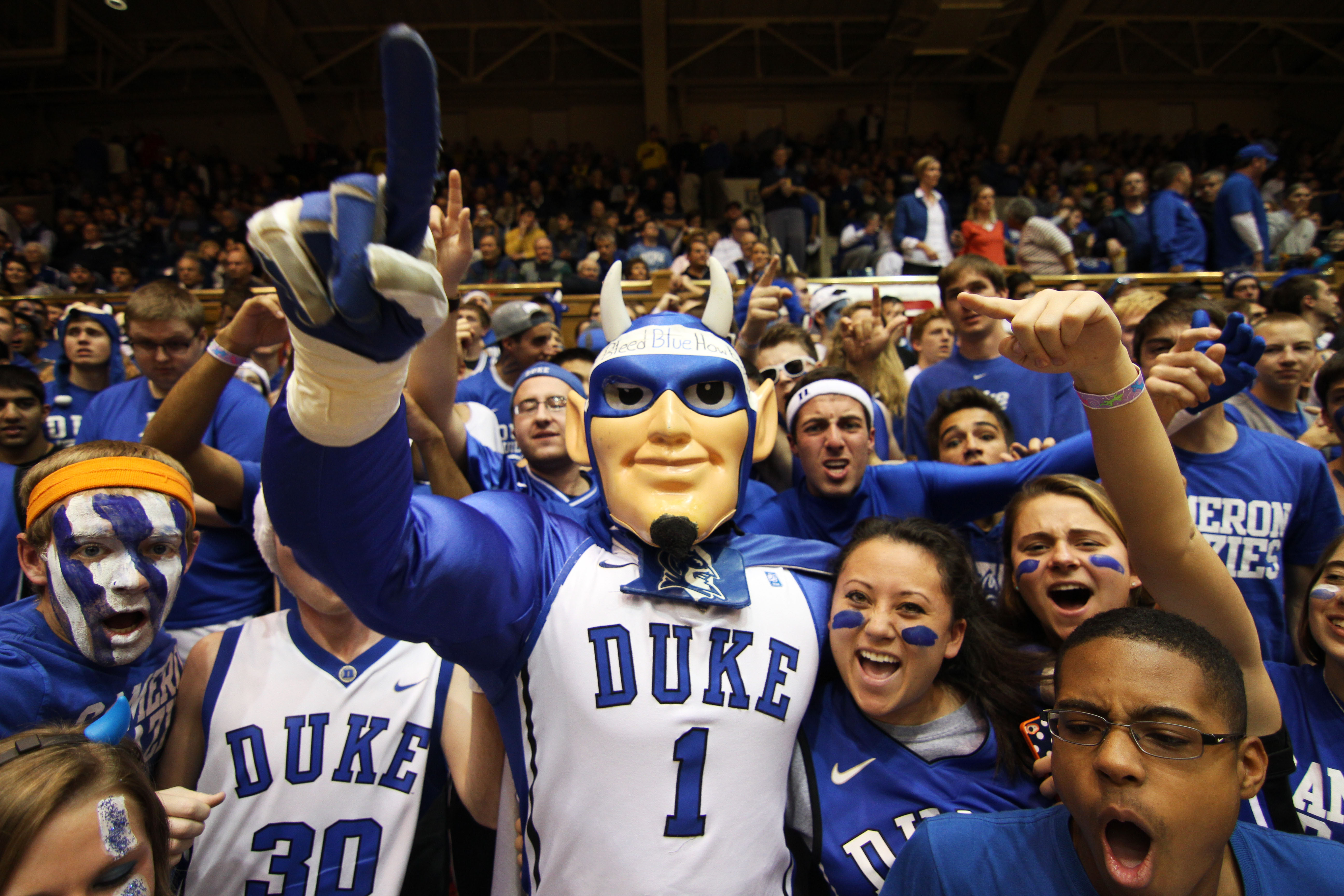
Cameron Crazies, seção estudantil da Universidade Duke, uma das mais famosas no basquete universitário.

As seções estudantis podem variar em tamanho dependendo da equipe e esporte. A grande maioria é composta por alunos, ex-alunos recentes e uma Banda marcial da universidade. É comum ver membros da student section chegarem horas antes dos eventos esportivos e, durante o jogo, se manterem em pé até o final da partida. Seja antes, durante ou depois do jogo, as seções estudantis costumam gesticular, cantar, gritar e agitar bandeiras e outros objetos de apoio ao time esportivo de sua respectiva universidade. O propósito é muito simples: energizar seu time e atrapalhar ao máximo o adversário.
Apesar de serem bem vistas de maneira geral, conforme a fama das student sections cresceram, também aumentaram o número de casos de comportamento inapropriado em estádios, incluindo cantos ofensivos, arremesso de objetos e tratamento hostil a torcedores visitantes.

### Basquete Universitário
As seções estudantis são conhecidas principalmente por sua atuação em jogos de basquete universitário, onde as arenas permitem que o público fique muito mais perto da ação, comparada ao futebol americano, por exemplo.
A maioria das seções são parte fundamental das partidas e justamente por isso também ganham nomes e apelidos, algo relativamente similar as torcidas organizadas no Brasil. Um dos exemplos mais conhecidos são os Cameron Crazies, da Universidade Duke. Os torcedores dos blue devils inclusive distribuem todos os jogos um "guia" específico para os torcedores de o que cantar ou gritar para tentar atrapalhar certos jogadores adversários. Por jogo, é estimado que mais de 1200 estudantes estejam presentes na seção.
Outra seção estudantil notável é a da Universidade de Illinois em Urbana-Champaign. A Orange Krush ficou conhecida por se envolver diretamente com a comunidade e participar de atos de caridade. Em 2013, a Orange Krush Foundation doou mais de 2.5 milhões de dólares a instituições do próprio estado e de relevância nacional.
Por conta de uma "brecha" nas regras do basquete universitário e do ensino médio nos Estados Unidos (regulados respectivamente pela NCAA e NFHS), os times visitantes no segundo tempo sempre atacam o lado da quadra em que, atrás da cesta, ficam as seções estudantis.

### Futebol Americano Universitário

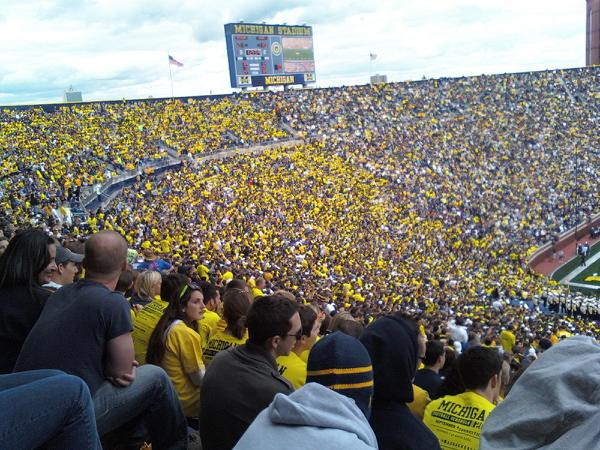
Seção estudantil na The Big House.

As seções estudantis dos jogos de futebol americano universitário são similares as dos jogos de basquete universitário. A principal diferença é o número de estudantes por jogo, já que um estádio possui muito mais capacidade do que uma arena. Normalmente, as seções se localizam divididas, nas duas endzones. O objetivo é simples, não dar sossego para o time adversário, independentemente do lado em que está atacando ou defendendo.
No caso do futebol americano, as universidades tendem a se envolver mais com suas seções estudantis por questões de segurança e até entretenimento.

### Outros Esportes
As seções estudantis podem ser encontradas em outros esportes universitários como o futebol, hóquei no gelo e basebol.